# Castrul roman de la Bulci
Castrul roman este situat pe teritoriul localității Bulci, județul Arad.